# Otto Leitolf

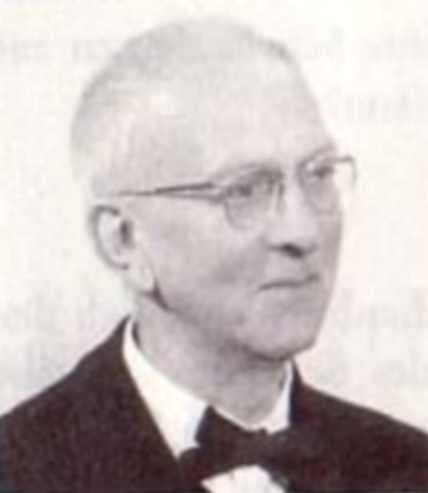
Otto Leitolf, Architekt (1881–1967)

Otto Leitolf (* 28. April 1881 in Metz (Lothringen); † 20. Mai 1967 in Schleching; vollständiger Name: Otto Valentin Leitolf) war ein deutscher Architekt und von 1919 bis 1945 Direktor der Meisterschule für Bauhandwerker (heute: Meisterschule für Steinmetzen und Steinbildhauer) in Aschaffenburg.

## Leben
Der Sohn des Oberpostdirektors Valentin Julius Leitolf und seiner Ehefrau Maria Henriette Luise wuchs zunächst in Trier auf, aber schon im Vorschulalter wurde der Vater nach Gumbinnen (Ostpreußen) versetzt, nach zwei Jahren in Magdeburg wurde der Vater 1900 zum organisatorischen Leiter des Deutschen Postwesens im Elsass nach Straßburg berufen. Die Familie (zwei Schwestern) bezog eine Dienstwohnung in der ehemaligen französischen Ärzteschule am Straßburger Münster. Otto besuchte das „Lyzeum“ (ehemaliges Jesuitenkolleg) am Münsterplatz. Der Vater nahm seine Kinder des Öfteren mit auf seinen Dienstreisen, so dass sie nicht nur die Bauten Straßburgs, sondern das Elsass an sich kennenlernten (Colmar – Isenheimer Altar). Nach dem Abitur und einem Dienstjahr 1899/1890 im Infanterieregiment 138 schrieb er sich an der Technischen Hochschule Karlsruhe, Abteilung Hochbau, ein, studierte 1900 bis 1902 bei Carl Schäfer, Otto Warth und Max Laeuger Architektur und Bildhauerei bei Heinrich Bauser. 1902 wechselte er an die Technische Hochschule München und wurde Schüler von Carl Hocheder, der Gebrüder Friedrich von Thiersch und August Thiersch sowie von Heinrich von Schmidt. Das Studium schloss er am 30. August 1904 mit der Diplom-Hauptprüfung ab und ging zur praktischen Ausbildung in den Bayerischen Staatsbaudienst zunächst nach Landshut, dann nach Freising, München und Traunstein.
Während seines Studiums in München lernte er Emmy Röth (* 20. Oktober 1880 in München; † 1956 in Prien) kennen, die jüngste Tochter des Landschaftsmalers und Zeichners Philip Röth. Er heiratete sie am 14. Oktober 1905 in München, gemeinsam hatten sie fünf Kinder.
Über Freising (stellvertretender Bauamtsassessor) kam er 1908 als Architekt und Bürochef in die Bauleitung des Hauptzollamtes München. Nach der Staatsprüfung für den höheren Staatsdienst wurde er am 1. April 1911 zum Bauamtsassessor an das Landbauamt Aschaffenburg bestellt.
Am 2. August 1914 war er als Zugführer beim Bayerischen Landwehr-Infanterie-Regiment Nr. 8 an den Kämpfen der Lothringer Schlacht vor Nancy-Epinal beteiligt. Infolge eines Sturzes im Schützengraben musste er sich einer schweren Beinoperation im Feldlazarett unterziehen, deren Folgen einen weiteren Frontdienst unmöglich machten. Ihm wurde die IV. Klasse mit Schwertern des Militär-Verdienst-Ordens verliehen. Im „Krüppelheim Würzburg“ übernahm er die Durchführung und Fertigstellung des Neubaus des König-Ludwig-Hauses. Am 26. April 1917 wurde er aus dem Militärdienst entlassen und war dann bei der baulichen Gestaltung der Hochbauten in Zusammenhang mit der Mainkanalisierung in Aschaffenburg tätig.
Mit Beschluss des Magistrats der Stadt Aschaffenburg vom 21. März 1919 wurde Otto Leitolf zum Leiter der Meisterschule in Aschaffenburg. Neben seiner Lehrtätigkeit war er auch als freier Architekt tätig. Hier kam es auch 1928 zu einer kurzen Zusammenarbeit mit dem Architekten Ferdinand Keilmann. Otto Leitolf war Mitglied der Reichskammer der Bildenden Künste. Er ließ u. a. von seinen Schülern bedeutende Gebäude neu aufmessen und skizzieren. Diese Unterlagen waren nach der Zerstörung im Zweiten Weltkrieg hilfreiche Dokumente beim Wiederaufbau; auch ließ er defekte Kunstwerke wiederherstellen und ergänzen. Im April 1941 widmete ihm das städtische Heimatmuseum Aschaffenburg eine Ausstellung „Otto Leitolf – Aus der Werkstatt des Architekten“. Ein Bombentreffer zerstörte am 22. November 1944 die Meisterschule und beendete auch die Lehrtätigkeit seines Direktors. Otto Leitolf zog mit seiner Familie nach Kirchheim bei Würzburg. 1950 zog die Familie nach Oberbayern, 1956 verstarb seine Frau in Prien am Chiemsee; später heiratete er die Bildhauerin Irmela Gerstein.
Otto Leitolf starb im Alter von 86 Jahren am 20. Mai 1967 in Schleching.

## Werk

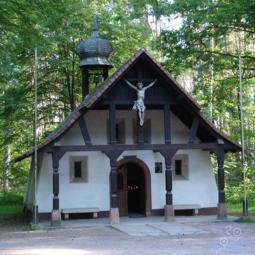
Kapelle „Maria Frieden“ Aschaffenburg-Obernau

### Aschaffenburg
- 1911–1912: Entwurf und Bauleitung für das Pfarrhaus in Obernau[3]
- 1913: Entwurf der Kreuzweg-Stationen auf dem Weg von Obernau zur Obernauer Waldkapelle[4]
- 1916–1921: Entwurf und Bauleitung für die Erweiterung der Obernauer Kapelle Maria Frieden[5]
- 1919: Planung der Siedlung Fasanerie in Zusammenarbeit mit Franz Schmitt in der Österreicher Kolonie
- 1919–1923: Planungen für eine Lehrkolonie der Städt. Meisterschule für Bauhandwerker, Dankwartstraße 10–28 und für die Wohnhäuser am Legatplatz
- 1920–1921: Entwurf für ein Kriegerdenkmal in Obernau[6]
- 1921: Notkirche gegenüber der späteren Pauluskirche unter Verwendung einer Kriegslazarettbaracke, Aufsatz eines Glockenstuhls und Anfügen eines Portikus mit sechs Säulen aus Rabitz (nicht mehr vorhanden)
- 1921: Wohnhaus für das Hafenamt, Seegrundstraße 1
- 1922: Ehrenhain mit Kriegerdenkmal Ebersbacher-/Marienstraße, Muschelkalk, Pieta von Bildhauer Hans Gehring
- 1922: Reihenhäuser Adelenstraße 2b-20 sowie die Doppel- und Reihenhäuser zwischen Adelen-, Wilhelminen-, Helenen- und Bertastraße
- 1922: Planung eines Wohn- und Verwaltungsgebäudes für das Seibert-Werk; Großostheimer Straße 225
- 1923: Kriegerdenkmal an der Kirche Unserer Lieben Frau in Aschaffenburg mit Marienstatue von Ludwig Sonnleitner
- 1923–1924: Ehrenhain im Altstadtfriedhof, darin: Kriegerdenkmal mit Figur des Auferstandenen über einem Kenotaph, zusammen mit Bildhauer Ludwig Sonnleitner
- 1924: Wohnhaus für das Finanzbauamt, Auweg 145
- 1925: Protestantisches Pfarrhaus in Damm, Paulusstraße 15
- 1925: Reihenhausgruppe Helenenstraße 1–9
- 1925–1926: Ehrenhain mit Kriegerdenkmal auf dem Schöneberg
- 1925–1926: Wohnhäuser Dankwartstraße 1–15
- 1927: Obernauer Straße: Hausgruppe  Nrn. 77–81 mit Stufengiebel und Reihenhäuser Nrn. 83 – 103 für kinderreiche Familien
- 1929: Entwurf von 18 Reihenhäusern für kinderreiche Familien, Hefner-Alteneck-Straße 30 mit 64
- 1930: Wohnhaus „Gartenhaus“, Kleine Schönbuschallee 53 (nicht mehr existent)
- 1931–1934: Ev. luth. Pauluskirche mit Atrium nach einer Vorentwurfs-Wettbewerbsarbeit von Christian Ruck, Nürnberg
- 1934: HJ-Heim und Jugendherberge mit Sportplätzen (heute Städtische Musikschule Aschaffenburg und CVJM Aschaffenburg), Kochstraße 6 und 8

### Würzburg
- 1916–1917: Fertigstellung des Neubaus der Orthopädischen Klinik König-Ludwig-Haus
- 1926: Verwaltungsgebäude der Handwerkskammer Würzburg
- 1928–1930: Entwurf und Ausführung eines Säuglingsheim des Deutschen Roten Kreuzes
- 1928–1930: Entwurf für das Haus Sonnleitner
- 1948: Johannis-Notkirche im Luisengarten
- 1950–1955: Wiederaufbau der Kirche St. Stephan

### Lohr a. Main
- 1934: evangelische Auferstehungskirche
- 1935: Planung und Ausführung der Sparkasse
- 1932–1937: Bauten der Heil- und Pflegeanstalt

### Marktheidenfeld
- 1913–1914: Planung und Bau des Bezirksamtes in Marktheidenfeld
- 1925: Villa des Brauereibesitzers Georg Mayr (Martinsbräu) in Marktheidenfeld
- 1928–1929: Villa des Ziegeleibesitzers Willy Scheiber in Marktheidenfeld

### Andere Orte
- 1904–1907: Entwurf für einen Wasserturm in Moosburg
- 1906: Entwurf eines Pfarrhauses in Eching bei Augsburg
- 1907: Entwurf eines katholischen Pfarrhofs in Wettstetten
- 1907–1908: Planung und Bauarbeiten der Hochschule Weihenstephan-Triesdorf
- 1907–1908: Entwurf eines Ökonomiegebäudes in Regen
- 1911–1912: Planung und Bauleitung beim Neubau des Forstamts in Klingenberg am Main[7]
- 1916–1917: Hochbauten der Wehranlage Mainaschaff (1971 abgebrochen)
- 1918: Planung und Bauleitung für einen Kindergarten in Sailauf
- 1923–1924: Planung für den Umbau des Erbachshofs bei Eisingen (Bayern)
- 1926: Planung und Bauleitung für die Erweiterung der Kirche in Hambrunn
- 1926: Planung und Bauleitung für die Kirche in Rettersheim
- 1927–1928: Arztwohnhaus in Seligenstadt
- 1938: Wohnhaus in Sistrans bei Innsbruck
- 1957–1958: eigenes Wohnhaus in Schleching

sowie diverse prämierte Wettbewerbsentwürfe (2. Preise)